# Formuła Palmer Audi
| Formuła Palmer Audi      | Formuła Palmer Audi           |
| ------------------------ | ----------------------------- |
| Kategoria                | Wyścigi samochodowe           |
| Region                   | Europa                        |
| Pierwszy sezon           | 1998                          |
| Ostatni sezon            | 2010                          |
| Silnik                   | Audi 1.8 litre 4cyl 20v Turbo |
| Opony                    | Avon                          |
| Ostatni mistrz kierowców | Nigel Moore                   |

Formuła Palmer Audi – seria wyścigowa samochodów jednomiejscowych organizowana w latach 1998-2010 w Europie. Została założona przez byłego kierowcę Formuły 1 Jonathana Palmera, od którego pochodzi nazwa serii. Seria była organizowana i prowadzona przez MotorSport Vision.

## Mistrzowie
| Sezon | Mistrz           | 2. miejsce              | 3. miejsce       | Trofeum jesienne/edycja zimowa |
| ----- | ---------------- | ----------------------- | ---------------- | ------------------------------ |
| 1998  | Justin Wilson    | Darren Turner           | Richard Tarling  | Derek Hayes                    |
| 1999  | Richard Tarling  | Richard Lyons           | Damien Faulkner  | Paul Edwards                   |
| 2000  | Damien Faulkner  | Justin Keen             | Robbie Kerr      | Philip Giebler                 |
| 2001  | Steve Warburton  | Stephen Young           | Gideon Cresswell |                                |
| 2002  | Adrian Willmott  | Joel Nelson             | Roman Rusinow    | Ben Lewis                      |
| 2003  | Ryan Lewis       | Adam Smith              | Ryan Hooker      | Jonathan Kennard               |
| 2004  | Jonathan Kennard | Rob Jenkinson           | Karim Ojjeh      | Stephen Young                  |
| 2005  | Joe Tandy        | David Epton             | Stuart Prior     | Josh Weber                     |
| 2006  | Jon Barnes       | Viktor Jensen           | Chris Hyman      | Dane Cameron                   |
| 2007  | Tim Bridgman     | Stefan Wilson           | Luciano Bacheta  | Richard Keen                   |
| 2008  | Jason Moore      | Tom Bradshaw            | Jolyon Palmer    | Niall Quinn                    |
| 2009  | Richard Plant    | Kazimieras Vasiliauskas | Adam Foster      |                                |
| 2010  | Nigel Moore      | Maxime Jousse           | Ramón Piñeiro    |                                |